# ンガ・プル
ンガ・プル（Ngga Pulu）は、ニューギニア島のスディルマン山脈の西方にある、オセアニアの最高峰であるプンチャック・ジャヤ（カルステンツ・ピラミッド）(4884m)の付属峰である。プンチャック・ジャヤ主峰の北にある。

## 概要
1936年時点のンガ・プルの標高は約4907mで、ニューギニア島、メラネシア、オーストララシア、オセアニアの最高峰であり、ヒマラヤ山脈とアンデス山脈の間では最も標高・プロミネンスの高い山であった。日本がニューギニア島西部を占領した1942年から1944年までは日本最高峰であったとも言えるが、山頂の氷河融解が進行し、その分標高が低くなった。現在の標高は4862mである。

## 名称
ンガ・プルは、カルステンツ山塊の中で唯一土着の名前を持つ山である。日本占領下でも新高山（台湾の玉山）のように日本名が付けられることはなかった。
1973年まで、現在のスマントリと現在のンガ・プルがそれぞれンガ・プルの北西峰・南東峰と呼ばれていた。ハインリヒ・ハラーは、1962年に描かれた地図上で北西峰（現在のスマントリ）をンガ・プル(Ngapalu)とし、南東峰（現在のンガ・プル）をサンデー峰(Sunday Peak)とした。1963年にインドネシアがオランダ領ニューギニアを支配下に置いてから、カルステンツ山はプンチャック・スカルノと改められ、1969年にプンチャック・ジャヤと改められたが、カルステンツ・ピラミッドが最高峰に変わったことが判明し、ンガ・プルはプンチャック・ジャヤの主峰ではなくなった。1973年、北西峰がスマントリに改称され、ンガ・プルは南東峰のみを指す呼称となった。

## 登山史
1936年12月5日、オランダのアントン・コレイン、ジャン＝ジャック・ドージィ、フリッツ・ウィッスルがカルステンツ探検の一環としてンガ・プル南東峰（現在のンガ・プル）に初登頂した。彼らはノースウォール・フィルンを登った。第二登は1962年にハインリヒ・ハラーが、第三登は1964年（当時はスカルノ峰）に日本の京都大学とインドネシアの合同遠征隊が達成した。ディック・イシャウッドは、1972年に高さ600mの北面に単独で初登頂した。

## 標高の減少と氷河
1936年のカルステンツ探検隊は、気圧を元にンガ・プルの標高を5030mと推定した。1973年のオーストラリアの地形調査により、1936年の気圧に基づく推定値は本来の値よりも117-125m高かったことが立証され、これにより1936年の推定値は4907±10mとなった。当時、カルステンツ・ピラミッドの方がンガ・プルの付属峰とみなされており、カルステンツ地域の山のプロミネンスの基準となるkey colが氷に覆われていたため、ンガ・プルのプロミネンスは約200mであった。
オーストラリアの1971-73年の科学探検で、ンガ・プルの標高は4862mと測定され、key colの氷が溶けたためプロミネンスは約300mとなった。
2000年までに、カルステンツ地域以外のニューギニア島の氷河は全て消滅した。カルステンツ地区の中でも、まだ氷に覆われているンガ・プルよりも、氷が溶けたスマントリの方が数メートル標高が高い。そのため、ンガ・プルのプロミネンスは100m未満となり、スマントリの付属峰となっている（スマントリのプロミネンスは350m）。
氷河の融解により、カルステンツ地域の山のプロミネンスの基準となるkey colの標高が低くなり、また、ニューギニア島のかつて山頂が氷で覆われていたマンダラ山、カルステンツ東峰、ンガ・ピリムジットなどの標高が減少した可能性がある。科学者たちは氷河の融解を監視しており、2020年から2030年ごろまでにニューギニア島の氷河が全て消滅すると推定している。